# Сімпсони (сезон 23)
Двадцять третій сезон мультсеріалу «Сімпсони» транслювався у США на телеканалі «Fox» з 25 вересня 2011 до 20 травня 2012 року. Серіал продовжено на 23 сезон 11 листопада 2010 року.
Цього сезону вийшла 500-а ювілейна серія («At Long Last Leave»).
На початку прем'єрного епізода сезону «The Falcon and the D'ohman» було оголошено результати конкурсу, розпочатого наприкінці останньої серії попереднього сезону «The Ned-liest Catch», в рамках якого глядачі вирішували долю «Недни» — пари Неда Фландерса й Едни Крабапель. Водночас в передостанньому епізоді сезона «Ned 'n' Edna's Blend Agenda» стає відомо про їхній шлюб.
Запрошеними зірками сезону були: Гордон Рамзі («The Food Wife»), Джон Слеттері («The Man in the Blue Flannel Pants»), Джоан Ріверз («The Ten-Per-Cent Solution»), Джеремі Айронс («Moe Goes from Rags to Riches») тощо.
Також цього сезону:
- виявлилося, що героєм інспектора Чалмерса є Теодор Рузвельт («Bart Stops to Smell the Roosevelts»)[10];
- серія «Moe Goes from Rags to Riches» розповіла про сагу барної шмати Мо протягом сотень років[10];
- в епізоді «A Totally Fun Thing Bart Will Never Do Again» Сімпсони відвідали останній материк, на якому ще не були — Антарктиду[10];
- а також у фіналі сезона «Lisa Goes Gaga» Ліса співала разом з Леді Ґаґою, яка відвідала Спрінґфілд[11][12].

В Україні прем'єра сезону відбулася 19 лютого 2013 року на телеканалі «QTV».

## Виробництво
2013 року шоуранер серіалу Ел Джін в інтерв'ю колишньому сценаристу шоу Конану О'Брайену вперше розповів, що насправді серію «Holidays of Future Passed» писали як потенційний фінал всього мультсеріалу. Передумовою цього були невдалі переговори між акторським складом на початку 2011 року, через що виникли фінансові труднощі у продюсерів «Сімпсонів». Зрештою, шоу було продовжено на 24—25 виробничі цикли, але зі скороченням зарплат працівникам.

## Нагороди та номінації
У січні 2012 року сценаристка Керолін Омайн здобула премію «Енні» в категорії «Найкращий сценарій анімаційної програми» за епізод «Treehouse of Horror XXII». На цю ж премію було номіновано серію «Moe Goes from Rags to Riches» за «Найкращий дизайн в анімації», сценаристів  Біллі Кімбола та
Ієн Макстона-Ґрема за «Найкраще написання сценарію» серії «How I Wet Your Mother» і сцену на дивані епізода «Beware My Cheating Bart» було номіновано в категорії «Найкращий короткометражний анімаційний суб'єкт».
Також сезон було номіновано на 2 премії «Еммі»:
- серію «Holidays of Future Passed» було номіновано в категорії «Найкраща анімаційна передача» 2012 року;
- Генка Азарію було номіновано за «Найкраще озвучування» в епізоді «Moe Goes from Rags to Riches».

У лютому 2013 року сценарист Джефф Вестбрук здобув премію Гільдії сценаристів Америки в області анімації 2012 року за серію «Ned 'n' Edna's Blend Agenda». На цю ж премію було номіновано Дж. Стюарта Бернса (за епізод «Holidays of Future Passed»). На цю ж премію в області анімації 2011 року у лютому 2012 року було номіновано Тіма Лонга за серію «Bart Stops to Smell the Roosevelts».
Сценарист Марк Вілмор здобув премію «NAACP Image Award» за написання сценарію епізода «The Spy Who Learned Me».

## Список серій
| № серії (загалом) | № серії (в сезоні) | Назва серії                                                                                              | Режисер(и)     | Сценарист(и)                     | Оригінальна дата показу | Код серії | Глядачів в США (млн) |
| --- | ------------------ | --- | -------------- | -------------------------------- | ----------------------- | --------- | -------------------- |
| 487 | 1                  | «The Falcon and the D'ohman» «Агент Сокіл і чортова людина»                                              | Метью Настюк   | Джастін Гурвіц                   | 25 вересня 2011         | NABF16    | 8,08                 |
| На Спрінґфілдській АЕС з'являється новий охоронець Вейн, який намагається ні з ким не спілкуватися. Натомість Гомер щосили прагне з ним подружитися. Познайомившись з Уейном ближче, сім'я Сімпсонів поступово дізнається, що той був зв'язаний з ЦРУ та причетний до трагедії за участі української мафії. Запрошені зірки: Кіфер Сазерленд в ролі Вейна, Кевін Майкл Річардсон в ролі працівника компанії «SendEx», Марсія Воллес в ролі Едни Крабапель, Том Коліккіо в ролі самого себе                                   |                    | |                |                                  |                         |           |                      |
| 488 | 2                  | «Bart Stops to Smell the Roosevelts» «Барт зупиняється, щоб відчути дух Рузвельтів»                      | Стівен Дін Мур | Тім Лонг                         | 2 жовтня 2011           | NABF17    | 6,19                 |
| Після чергової витівки Барта за його виховання вирішує взятися інспектор Чалмерс. У нього виходить, і хлопчик з друзями починають захоплюватися 26-м президентом США Теодором Рузвельтом. Запрошені зірки: Теодор Рузвельт в ролі самого себе (архівні записи) |                    | |                |                                  |                         |           |                      |
| 489 | 3                  | «Treehouse of Horror XXII» «Хатка жахів. Геллоуїн із Сімпсонами XXII»                                    | Метью Фонан    | Керолін Омайн                    | 30 жовтня 2011          | NABF19    | 8,1                  |
| «The Diving Bell and the Butterball» (укр. «Скафандр і товстун-метелик») — Від укусу чорної вдови Гомера паралізувало, але він може спілкуватися пускаючи гази. «Dial D for Diddly» (укр. «Сміливенько дзвоніть Недичку») — Нед Фландерс отримує заклик від Бога позбавити світ грішників, вбивши їх. «In the Na'Vi» (укр. «Серед На'Ві») — Барт і Мілгаус перетворюються на прибульців і повинні проникнути на чужорідну планету. Запрошені зірки: Арон Ралстон в ролі диспетчера 911, Джекі Мейсон в ролі Хайма Крастовскі |                    | |                |                                  |                         |           |                      |
| 490 | 4                  | «Replaceable You» «Вас можна замінити»                                                                   | Марк Кіркланд  | Стефані Гілліс                   | 6 листопада 2011        | NABF21    | 8                    |
| У Гомера на роботі з'являється нова співробітниця Роз, яка згодом підкладає Сімпсону свиню. Тим часом Барт з Мартіном сконструювали робота-тюленя, що став у нагоді для літніх людей будинку пристарілих. Запрошені зірки: Джейн Лінч в ролі Роз |                    | |                |                                  |                         |           |                      |
| 491 | 5                  | «The Food Wife» «Дружина-гурманка»                                                                       | Тімоті Бейлі   | Метт Селман                      | 13 листопада 2011       | NABF20    | 7,5                  |
| Мардж ревнує з приводу того, що Гомер може зробити всі кумедні речі з дітьми. Вона з дітьми стають гурманами і створюють блог про їжу під назвою «The Three Mouthketeers» (укр. «Три мушкетери-гастрономери»), залишивши Гомера. Запрошені зірки: Тім Гайдекер в ролі Брюса; Ерік Варехайм в ролі Фойс Гарта; Ентоні Бурден, Гордон Рамзі та Маріо Баталі в ролі самих себе |                    | |                |                                  |                         |           |                      |
| 492 | 6                  | «The Book Job» «Операція „Книга“»                                                                        | Боб Андерсон   | Ден Веббер                       | 20 листопада 2011       | NABF22    | 5,77                 |
| Ліса випадково дізнається, що її улюблені книги пише цілий штат безіменних авторів, а потім їх публікують під одним ім'ям. Вона розповідає про це Гомеру, який вирішує зібрати команду для написання власного фентезі-роману. Однак, коли фактичні сюжети видавця перетворять його в чергову книжку фантастики про вампірів для підлітків, команда, разом з Лісою, повинна вберегти свою оригінальну роботу від руйнування. Запрошені зірки: Енді Гарсія в ролі видавця, Ніл Ґейман в ролі самого себе                       |                    | |                |                                  |                         |           |                      |
| 493 | 7                  | «The Man in the Blue Flannel Pants» «Чоловік у синіх фланелевих штанах»                                  | Стівен Дін Мур | Джефф Вестбрук                   | 27 листопада 2011       | PABF01    | 5,61                 |
| Містер Бернс помічає, що Гомер вдало провів вечірку на честь появи горілки «Абсолют Красті». Бернс призначає Сімпсона головним бухгалтером та менеджером по роботі з клієнтами. Тим часом Ліса допомагає Барту з літературою, і той захоплюється читанням класичних романів. Запрошені зірки: Джон Слеттері в ролі Роберта Марлоу, Кевін Майкл Річардсон в ролі гостя вечірки, Метью Вайнер в ролі аудитора з комітету енергетики                                                                                            |                    | |                |                                  |                         |           |                      |
| 494 | 8                  | «The Ten-Per-Cent Solution» «Десяти-від-соткове рішення»                                                 | Майкл Полчіно  | Ден Касталланета і Деб Лакуста   | 4 грудня 2011           | PABF02    | 9                    |
| Коли «Шоу Клоуна Красті» скасовують, він возз'єднується з його першим агентом і колишньою коханкою Енні Дубінські, яка влаштовує йому шоу на кабельному телебаченні. Однак, коли перезавантаження його шоу досягає критичного успіху, він має вирішити: залишитися з його агентом чи віддатися мережевим каналам. Запрошені зірки: Джоан Ріверз в ролі Енні Дубінські, Джекі Мейсон в ролі Хайма Крастовскі, Кевін Діллон і Джанін Гарофало в ролі самих себе                                                                |                    | |                |                                  |                         |           |                      |
| 495 | 9                  | «Holidays of Future Passed» «Свята майбутнього минулого»                                                 | Роб Олівер     | Дж. Стюарт Бернс                 | 11 грудня 2011          | NABF18    | 6,43                 |
| Через 30 років у Барта — два сини, які не люблять свого батька; у Ліси — дочка, яка весь свій час проводить в мережі, а Меґґі вагітна невідомо від кого. Однак, врешті-решт, усіх об'єднує святковий дух Різдва, проведеного разом з Гомером та Мардж. Запрошені зірки: Метт Ґрюйнінґ в ролі спортивного коментатора |                    | |                |                                  |                         |           |                      |
| 496 | 10                 | «Politically Inept, with Homer Simpson» «Політичні дурниці з Гомером Сімпсоном»                          | Марк Кіркланд  | Джон Фрінк                       | 8 січня 2012            | PABF03    | 5,07                 |
| Після того, як Гомер став зіркою YouTube він створює своє власне політичне ток-шоу «Gut Check with Homer Simpson» (укр. «Розтин з Гомером Сімпсоном»). В цей час Тед Ньюджент, який є кандидатом від Республіканської Партії на посаду президента США, намагається домогтися більшої підтримки через вплив на людей шоу Гомера. Запрошені зірки: Дана Гулд в ролі спецагента, Тед Ньюджент в ролі самого себе |                    | |                |                                  |                         |           |                      |
| 497 | 11                 | «The D'oh-cial Network» «Чортова мережа»                                                                 | Кріс Клементс  | Дж. Стюарт Бернс                 | 15 січня 2012           | PABF04    | 11,48                |
| Ліса Сімпсон постає перед судом: дівчинку звинувачують у бажанні подобатись іншим людям. А почалося все з того, що Ліса бажала завести друзів і створює власну соціальну мережу під назвою «SpringFace» (укр. Спрінґбук), однак одержимість нею згодом стає хаотичною та дисфункційною… Запрошені зірки: Армі Гаммер в ролі братів Вінкелвос, Девід Леттерман в ролі самого себе (сцена на дивані), Tiger Lillies — виконавці пісні в кінцевих титрах                                                                        |                    | |                |                                  |                         |           |                      |
| 498 | 12                 | «Moe Goes from Rags to Riches» «Мо йде від шмат до багатств»                                             | Боб Андерсон   | Тім Лонг                         | 29 січня 2012           | PABF05    | 5,1                  |
| Шмата з бару Мо розповідає історію про свій шлях від частини середньовічних гобеленів до опори для Мо… Тим часом дружба Мілгауса з Бартом напружується, коли останній порівнює Мілгауса зі шматою Мо. Запрошені зірки: Джеремі Айронс в ролі шмати |                    | |                |                                  |                         |           |                      |
| 499 | 13                 | «The Daughter Also Rises» «І дочка сходить»                                                              | Чак Шітс       | Роб Лазебник                     | 12 лютого 2012          | PABF06    | 4,26                 |
| Ліса закохана в Ніка, інтелектуального романтика, і починає з ним таємний роман. Тим часом Барт і Мілгаус, натхненні «Трощителями міфів», вирішують розвіяти деякі легенди Спрінґфілдської початкової школи. Запрошені зірки: Майкл Сера в ролі Ніка, Джеймі Гайнеман та Адам Севідж в ролі самих себе |                    | |                |                                  |                         |           |                      |
| 500 | 14                 | «At Long Last Leave» «Нарешті, пішли»                                                                    | Метью Настюк   | Майкл Прайс                      | 19 лютого 2012          | PABF07    | 5,77                 |
| Сімпсонів виселяють зі Спрінґфілда. Вони приєднуються до спільноти «The Outlands» (укр. Глухі кути) за межами міста. Однак, коли Гомер і Мардж намагаються підкрастися до Спрінґфілда, їх зустрічають з ворожістю колишні друзі і сусіди, через що пара починає цінувати свій новий і більш прийнятний дім. Запрошені зірки: Джекі Мейсон в ролі Хайма Крастовскі, Келсі Греммер в ролі Другого Номера Боба, Джуліан Ассанж в ролі самого себе                                                                               |                    | |                |                                  |                         |           |                      |
| 501 | 15                 | «Exit Through the Kwik-E-Mart» «Вихід через „Квікі-март“»                                                | Стівен Дін Мур | Марк Вілмор                      | 4 березня 2012          | PABF09    | 5,09                 |
| Барт стає вуличним художником після того, як його малюнки Гомера стали сенсацією завдяки справжнім графітістам. Тим часом «Квікі-март» стає під загрозою закриття, оскільки з'явився конкурент — новий магазин здорового харчування «Міняйло Джек». Запрошені зірки: Шепард Фейрі, Рон Інгліш, Кенні Шарп та Роббі Конал в ролі самих себе |                    | |                |                                  |                         |           |                      |
| 502 | 16                 | «How I Wet Your Mother» «Як я обмочив вашу маму»                                                         | Ленс Крамер    | Біллі Кімбол та Ієн Макстон-Ґрем | 11 березня 2012         | PABF08    | 4,97                 |
| Після риболовецької поїздки з Бартом Гомер знову починає обмочуватись у ліжку. За допомогою своєї сім'ї, професора Фрінка та своєї покійної матері, Гомер намагається подолати проблеми у ліжку через свої сни… Запрошені зірки: Гленн Клоуз в ролі Мони Сімпсон, Девід Бірн — виконавець пісні в кінцевих титрах |                    | |                |                                  |                         |           |                      |
| 503 | 17                 | «Them, Robot» «Їх, робот»                                                                                | Майкл Полчіно  | Майкл Прайс                      | 18 березня 2012         | PABF10    | 5,24                 |
| Після чергового штрафу від держінспекції, містер Бернс звільняє усіх своїх співробітників (крім Гомера, який потрібен як цап-відбувайло) і замінює їх роботами. Однак, знуджений Гомер перепрограмовує роботів… Запрошені зірки: Брент Спінер в ролі роботів |                    | |                |                                  |                         |           |                      |
| 504 | 18                 | «Beware My Cheating Bart» «Не обманюй мене, Барте»                                                       | Марк Кіркланд  | Бен Джозеф                       | 15 квітня 2012          | PABF11    | 4,86                 |
| Барт змушений супроводжувати Шону, подругу Джимбо, в кіно, і, раптово, вони починають закохуватися одне до одного. Тим часом Гомер використовує свою нову бігову доріжку для перегляду старого телесеріалу «Stranded» (укр. «Згублені»), на який він підсів. Запрошені зірки: Кевін Майкл Річардсон в ролі охоронця торгового центру |                    | |                |                                  |                         |           |                      |
| 505 | 19                 | «A Totally Fun Thing Bart Will Never Do Again» «Абсолютно кумедна річ, яку Барт ніколи не зробить знову» | Кріс Клементс  | Метт Ворбертон                   | 29 квітня 2012          | PABF12    | 5                    |
| Барту набридає його рутинне життя — він мріє про екзотичний круїз на кораблі з безліччю розваг. Сім'я допомагає хлопчикові здійснити бажання. Врешті-решт, Сімпсони опиняються на кораблі мрії, однак, коли відпустка перейшла свій екватор, Барт розуміє, що зовсім не хоче додому… Запрошені зірки: Стів Куґан в ролі Ровена Придізь, Тріт Вільямс в ролі самого себе |                    | |                |                                  |                         |           |                      |
| 506 | 20                 | «The Spy Who Learned Me» «Шпигун, який мене вчив»                                                        | Боб Андерсон   | Марк Вілмор                      | 6 травня 2012           | PABF13    | 4,84                 |
| Після нещасного випадку на АЕС, Гомеру дають 8 тижнів оплачуваної відпустки. У нього з'являється уявний друг, популярний кіношний шпигун Страдіваріус Кейн, який вчить Сімпсона чоловічим якостям. Тим часом Барт відгодовує Нельсона у «Красті бургері», щоб зробити не таким небезпечним. Запрошені зірки: Браян Кренстон в ролі Страдіваріуса Кейна, Ерік Айдл в ролі Деклана Десмонда |                    | |                |                                  |                         |           |                      |
| 507 | 21                 | «Ned 'n' Edna's Blend Agenda» «Суміш Неда й Едни»                                                        | Чак Шітс       | Джефф Вестбрук                   | 13 травня 2012          | PABF15    | 4                    |
| Всі у місті випадково дізнаються, що Нед і Една таємно одружилися. Тож Мардж на честь такої події влаштовує вечірку. Однак, «молодята» сваряться через розбіжності з приводу виховання дітей. Запрошені зірки: Марсія Воллес в ролі Едни Крабапель |                    | |                |                                  |                         |           |                      |
| 508 | 22                 | «Lisa Goes Gaga» «Ліса і Ґаґа»                                                                           | Метью Шофілд   | Тім Лонг                         | 20 травня 2012          | PABF14    | 4,82                 |
| Ексцентрична поп-зірка Леді Ґаґа зупиняється у Спрінґфілді, щоб допомогти Лісі, котра була проголошена найменшим популярним учнем Спрінґфілдської початкової школи; також дівчинку вигнали через написання нею фальшивих позитивних повідомлень про себе на Інтернет-форумі школи. Запрошені зірки: Кевін Майкл Річардсон в ролі кондуктора експресу Леді Ґаґи, Леді Ґаґа в ролі самої себе |                    | |                |                                  |                         |           |                      |

## Показ в Україні
В Україні прем'єрний показ сезону здійснював телеканал «QTV» з 18 березня 2013 року. Водночас через присутність персонажа Віктора, який є пародією на тогочасного Президента України Віктора Януковича прем'єрну серію «The Falcon and the D'ohman» було показано тільки 8 лютого 2014 року (у період Євромайдану).
| №   | Назва серії                                       | Показ в Україні |
| --- | ------------------------------------------------- | --------------- |
| 487 | The Falcon and the D'ohman                        | 8 лютого 2014   |
| 488 | Bart Stops to Smell the Roosevelts                | 18 лютого 2013  |
| 489 | Treehouse of Horror XXII                          | 19 лютого 2013  |
| 490 | Replaceable You                                   | 20 лютого 2013  |
| 491 | The Food Wife                                     | 18 лютого 2013  |
| 492 | The Book Job                                      | 20 лютого 2013  |
| 493 | The Man in the Blue Flannel Pants                 | 19 лютого 2013  |
| 494 | The Ten-Per-Cent Solution                         | 22 лютого 2013  |
| 495 | Holidays of Future Passed                         | 22 лютого 2013  |
| 496 | Politically Inept, with Homer Simpson             | 21 лютого 2013  |
| 497 | The D'oh-cial Network                             | 21 лютого 2013  |
| 498 | Moe Goes from Rags to Riches                      | 25 лютого 2013  |
| 499 | The Daughter Also Rises                           | 25 лютого 2013  |
| 500 | At Long Last Leave                                | ?               |
| 501 | Exit Through the Kwik-E-Mart                      | 27 лютого 2013  |
| 502 | How I Wet Your Mother                             | 26 лютого 2013  |
| 503 | Them, Robot                                       | 26 лютого 2013  |
| 504 | Beware My Cheating Bart                           | 27 лютого 2013  |
| 505 | A Totally Fun Thing That Bart Will Never Do Again | 1 березня 2013  |
| 506 | The Spy Who Learned Me                            | 1 березня 2013  |
| 507 | Ned 'N Edna's Blend                               | 4 березня 2013  |
| 508 | Lisa Goes Gaga                                    | 4 березня 2013  |